# Tenuiphantes aequalis
Tenuiphantes aequalis är en spindelart som först beskrevs av Andrei V. Tanasevitch 1987.  Tenuiphantes aequalis ingår i släktet Tenuiphantes och familjen täckvävarspindlar. Inga underarter finns listade i Catalogue of Life.